# Весёлая Поляна (Иркутская область)
Весёлая Поля́на — посёлок в Боханском районе Иркутской области России. Входит в состав Шаралдайского муниципального образования.

## География
Посёлок находится на расстоянии 50 км к востоку от посёлка Бохан, административного центра района.

## Население
| 2002 | 2010 | 2011 | 2012 |
| ---- | ---- | ---- | ---- |
| 37   | ↘16  | →16  | →16  |

### Половой состав
По данным Всероссийской переписи, в 2010 году в посёлке проживало 16 человек (7 мужчин и 9 женщин).